# Вакабаяси, Такэо
Такэо Вакабаяси (яп. 若林 竹雄 Вакабаяси Такэо,  29 августа 1917, Кобе, Хёго, Японская империя — 7 августа 1937, там же) — японский футболист, нападающий, выступавший за «Кобе-Ититу», Токийский университет и национальную сборную Японии. Серебряный призёр Дальневосточных игр 1930 года.

## Биография
Такэо начинал заниматься футболом во время обучения в средней школе Дайити Кобе и старшей школе Мацуяма. В 1927 году он выступал за клуб «Кобе-Ититу» из своего родного города и выиграл в его составе Кубок Императора. В 1928 году Такэо поступил в Токийский университет и стал играть за студенческую футбольную команду. В 1931 году он выиграл второй Кубок Императора в своей карьере, после чего оставил футбол.
Во время выступлений за команду Токийского университета Такэо стал вызываться в национальную сборную Японии. В её составе он принимал участие на Дальневосточных игр 1930 года, проходивших в японской столице Токио. В первом матче турнира состоялся его дебют за национальную команду: 25 мая он отыграл 59 минут во встрече со сборной Филиппин и успел отметиться покером. 29 мая он принял участие в матче против сборной Китайской республики, проведя на поле 77 минут. В итоге японская национальная команда стала серебряным призёром Дальневосточных игр, а Такэо — лучшим бомбардиром турнира (совместно с китайцем Дай Линьцзином).
Незадолго до участия на Дальневосточных играх Такэо перенёс операцию на лёгких. 7 августа 1937 года он умер после продолжительной лёгочной болезни.

## Статистика выступлений за сборную Японии
| Матчи и голы Вакабяси за сборную Японии | Матчи и голы Вакабяси за сборную Японии | Матчи и голы Вакабяси за сборную Японии | Матчи и голы Вакабяси за сборную Японии | Матчи и голы Вакабяси за сборную Японии | Матчи и голы Вакабяси за сборную Японии |
| №                                       | Дата                                    | Оппонент                                | Счёт                                    | Голы Вакабаяси                          | Соревнование                            |
| --------------------------------------- | --------------------------------------- | --------------------------------------- | --------------------------------------- | --------------------------------------- | --------------------------------------- |
| 1                                       | 25 мая 1930                             | Филиппины                               | 7:2                                     | 4                                       | Дальневосточные игры 1930               |
| 2                                       | 29 мая 1930                             | Китайская республика                    | 3:3                                     | -                                       | Дальневосточные игры 1930               |

Итого: 2 матча / 4 гола; 1 победа, 1 ничья, 0 поражений.

## Достижения

### Командные
«Кобе-Ититу»
- Обладатель Кубка императора (1): 1927

 «Токийский университет»
- Обладатель Кубка императора (1): 1931

 Сборная Японии
- Серебряный призёр Дальневосточных игр (1): 1930

### Личные
- Лучший бомбардир Дальневосточных игр (1): 1930 (4 гола, совместно с Дай Линьцзином)